# Бурлакова, Елена Валерьевна
Елена Валерьевна Бурлакова (до 2017 — Ирисова; р. 15 декабря 1987 года, Балаково Саратовской области) — российская волейболистка. Центральная блокирующая. Мастер спорта России.

## Биография
Волейболом Елена Ирисова начала заниматься в 1998 в группе подготовки ВК «Балаковская АЭС». С 2004 на протяжении 10 лет выступала за основной состав команды «Балаковская АЭС»/«Протон», с 2006 практически неизменно являясь игроком стартовой шестёрки. За это время выиграла бронзовые медали чемпионата России 2005, «серебро» Кубка Европейской конфедерации волейбола 2005 и «бронзу» Кубка России-2007. В 2005—2006 играла за молодёжную сборную России на чемпионате мира 2005 и первенстве Европы 2006.
В 2014—2015 на протяжении сезона Ирисова выступала за омскую «Омичку», с которой дошла до финала Кубка России-2014. В 2015 перешла в «Уралочку-НТМК», в составе которой стала серебряным призёром чемпионата России 2015/2016. В сентябре 2016 приняла участие в розыгрыше Кубка Бориса Ельцина, став серебряным призёром турнира, выступая за сборную клубов России, составленную на основе «Уралочки-НТМК». Признана лучшей блокирующей турнира.
В мае 2018 года Елена покинула «Уралочку» и завершила спортивную карьеру.

### Клубная карьера
- 2004—2014 —  Балаковская АЭС/«Протон» (Саратовская область);
- 2014—2015 —  «Омичка» (Омск);
- 2015—2018 —  «Уралочка-НТМК» (Свердловская область).

## Достижения

### С клубами
- серебряный (2016) и двукратный бронзовый (2005, 2018) призёр чемпионатов России;
- серебряный (2014) и бронзовый (2007) призёр розыгрышей Кубка России;
- серебряный призёр розыгрыша Кубка Европейской конфедерации волейбола 2005.

### Со сборными России
- серебряный призёр Кубка Бориса Ельцина 2016 в составе сборной клубов России;
- участница молодёжных чемпионата мира 2005 и чемпионата Европы 2006 в составе молодёжной сборной России.